# Витмер (Пенсилванија)
Витмер (енгл. Witmer) насељено је место без административног статуса у америчкој савезној држави Пенсилванија.

## Демографија
По попису из 2010. године број становника је 492.
| Група             | 2000.    | 2010.       |
| Белци             | 0 (0,0%) | 464 (94,3%) |
| Афроамериканци    | 0 (0,0%) | 5 (1,0%)    |
| Азијати           | 0 (0,0%) | 11 (2,2%)   |
| Хиспаноамериканци | 0 (0,0%) | 11 (2,2%)   |
| Укупно            | 0        | 492         |